# Transport à New York

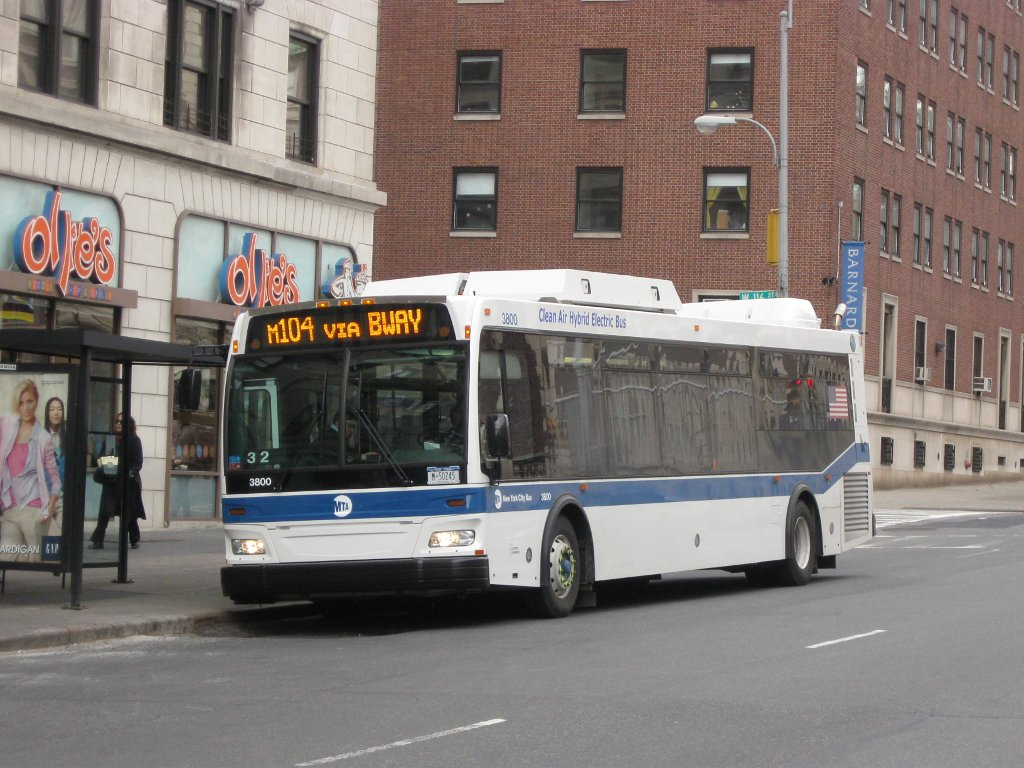
Un bus de la Metropolitan Transportation Authority.

L'infrastructure des transports de la ville de New York est l'une des plus complexes des États-Unis, toutes agglomérations confondues. En la matière, la mégapole détient en effet des records: depuis le métro le plus étendu du monde pour ce qui est du kilométrage de voies, jusqu'au pont suspendu le plus long d'Amérique du Nord, en passant par son emblématique réseau de taxis jaunes, ses 112 000 cyclistes quotidiens, le tout premier tunnel à ventilation de l'histoire des transports ferroviaires et ses nouveaux terminaux d'aéroport dans lesquels ont été investis plusieurs milliards de dollars, New York est une ville de la démesure et de l'excellence en ce qui concerne les transports. Plus que toute autre ville américaine, New York a toujours joué un rôle pionnier dans ce domaine, comme en témoigne par exemple l'adoption du téléphérique qui permet de relier Roosevelt Island à Manhattan en moins de cinq minutes. Outre les défis liés à la taille et à la diversité de son infrastructure, le système de transport de la ville doit en permanence faire face aux défis engendrés par les incontournables questions d'embouteillages, de fiabilité et de budget qui se posent de manière récurrente.
New York se distingue des autres villes américaines par le taux d'utilisation des transports publics par ses habitants. Alors que 90 % des Américains se rendent au travail en voiture, les transports publics constituent le moyen de transport le plus utilisé par les new-yorkais. Selon les résultats du recensement effectué en 2000 aux États-Unis, la population des foyers new-yorkais est, dans le paysage urbain du pays, la seule à ne pas atteindre la barre des 50 % de propriétaires de voiture, cette proportion chutant encore davantage à Manhattan, où l'on n'atteint même pas le seuil des 25 %, tandis que le taux de possession de voiture privée est de 92 % à l'échelon national.
Aux États-Unis, environ un tiers des usagers des transports en commun, et deux tiers des usagers des transports ferroviaires, vivent dans l'agglomération de New York.
La forte utilisation des transports publics par les new-yorkais, ainsi que la place que la ville de New York accorde aux piétons en fait l'une des villes des États-Unis les plus économes en matière de consommation d'énergie. La consommation d'essence de la ville de New York est actuellement au même niveau que dans les années 1920. L'efficacité du système de transport est telle que, malgré l'extrême densité de population de la ville et son agglomération, qui fait de New York l'une des villes les plus peuplées du monde, le temps d'attente moyen dans les transports en période de pointe est inférieur à celui de bien des villes de plus petite importance, comme San Francisco. Cette compétitivité se traduit par des réductions de coûts et de consommation de carburants, auxquelles s'ajoutent des réductions de coûts dues à une meilleure gestion de la main d'œuvre et de la productivité. Cependant, les principales évolutions de l'infrastructure des transports publics datent des années 1970. Le report de travaux de rénovation et d'entretien des équipements existants a menacé la fiabilité des trains et des métros. Récemment, la ville a réinvesti plusieurs milliards de dollars dans son système de métro, et projette d'investir des sommes de même envergure pour augmenter la capacité de celui-ci.
Une étude de 2006, effectuée par l'organisation pour la protection de l'environnement SustainLane, portant sur les 50 villes les plus importantes des États-Unis démontre que New York est la ville la plus apte à affronter une crise du pétrole et de fortes augmentations du prix des carburants.

## Impact des transports en commun sur la vie new-yorkaise
Alors que l'automobile a profondément influencé les habitudes de vie de la plupart des Américains, les transports en commun ont marqué leur influence dans la vie new-yorkaise même. Politique de la ville, domaines de l'art et de la musique, ainsi que vie économique sont touchés par l'importance de l'utilisation des transports. L'une des conséquences importantes de cette influence, mais probablement la moins visible, est l'existence atypique d'une presse locale solide et foisonnante. Le lectorat de bon nombre de quotidiens new-yorkais est constitué en majorité d'usagers des transports, qui lisent durant leur trajet. Cette dépendance de la presse locale new-yorkaise eu égard à l'importance des transports en commun fut visible lors de la grève des transports en commun en 2005, au cours de laquelle certains quotidiens locaux rencontrèrent des difficultés financières.
Avec environ 4,5 millions d'usagers empruntant quotidiennement les transports en commun, le réseau des transports publics est devenu un lieu de passage incontournable, et un endroit particulièrement attractif pour le commerce, la publicité et l'activisme politique. Les campagnes électorales dans les stations de métro sont typiques de la vie politique de New York. Alors que les candidats d'autres régions américaines apparaissent plutôt à des dîners durant leurs campagnes électorales, il est fréquent de voir des candidats politiques new-yorkais aller à la rencontre de leurs électeurs aux stations de métro et arrêts de bus.

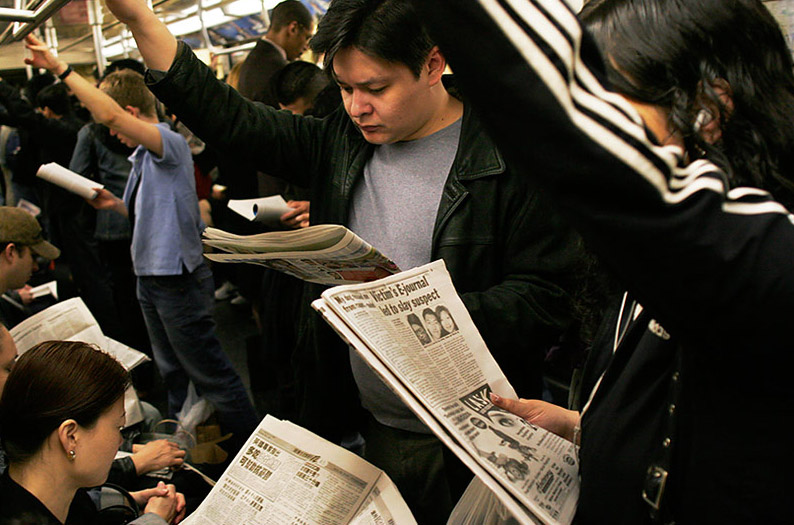
Les usagers du métro de New York constituent la majorité du lectorat de l'importante et solide presse locale.

Musiciens, jongleurs, humoristes, artistes et autres performers sont aussi typiques de la vie du métro new-yorkais. Ils viennent d'Asie, d'Afrique, d'Amérique du Sud et d'Europe. Percussionnistes africains et chanteurs d'opéra, performers de tai-chi et formations de jazz, joueurs de Erhu chinois et troupes de break-dance des quartiers de Harlem, voire joueurs de scie musicale, les artistes tentant de vivre de leurs spectacles et performances dans le métro de New York sont multiples et innombrables. Le phénomène est d'une telle ampleur que l'organisme chargé de la gestion du métro new-yorkais a mis en place depuis 1985, et officiellement depuis 1987, un programme artistique intitulé Music Under New York, qui sponsorise chaque semaine une centaine de musiciens et groupes artistiques au travers de 150 performances, réparties dans 25 points du métro new-yorkais. Mais ces performances encadrées ne constituent qu'une partie des divers spectacles se déroulant dans le métro. Les usagers du métro de New York prennent le temps d'apprécier les musiciens de rue : pendant les brefs moments d'attente entre l'arrivée et le départ d'une rame, il n'est pas rare de voir un public attentif se former autour d'un artiste. Certains musiciens du métro ont d'ailleurs réussi une carrière. C'est par exemple le cas de la joueuse de scie musicale Natalia Paruz, plus connue sous le nom de « Saw Lady » (la dame à la scie), qui parcourt aujourd'hui le monde avec des orchestres tels que l'Orchestre philharmonique d'Israël, et s'est produite à plusieurs reprises à l'Avery Fisher Hall du Lincoln Center. On peut l'entendre sur des BO de films et des publicités télévisées. La réussite de sa carrière ne l'empêche pas de continuer à jouer dans le métro de New York (ainsi que dans d'autres métros à travers le monde). Le violoncelliste cadien Sean Grissom a commencé à jouer dans le métro, jusqu'à ensuite remplir, à guichet fermé, le Carnegie Hall, avant de faire ultérieurement une première partie de David Bowie. La chanteuse de folk-rock Susan Cagle a signé chez Columbia Records, après avoir été repérée dans une station de métro. Elle a enregistré son album The Subway Recordings dans les stations de Times Square et de Grand Central.

## Les différents modes de transport en commun

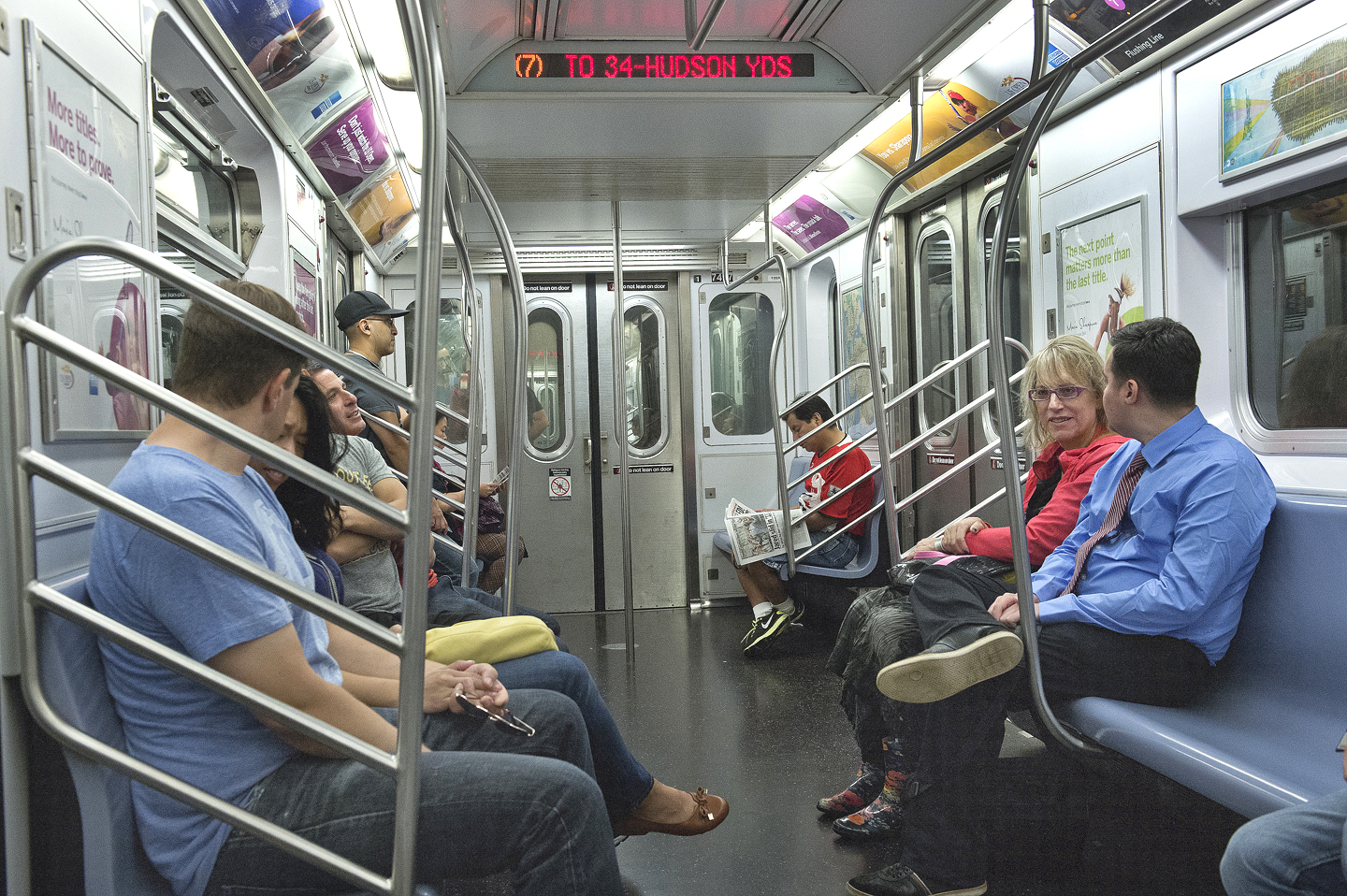
Le métro est un organe vital de la ville de New York. Photo d'une rame de métro de nouvelle génération.

De loin, le mode de transport le plus utilisé à New York est le transport en commun. Seulement 6 % des déplacements dans le centre-ville de Manhattan impliquent l'utilisation d'une voiture. Le réseau de transport public de la ville de New York est le plus étendu et l'un des plus anciens d'Amérique du Nord. L'exploitation du réseau et de ses diverses branches est du ressort de diverses entreprises publiques et privées. La plus importante d'entre elles est la Metropolitan Transportation Authority (MTA), une entreprise publique qui exploite la totalité des lignes de métro (Staten Island Railway inclut) et de bus de la ville, ainsi que plusieurs lignes de trains de banlieue.

### Métro

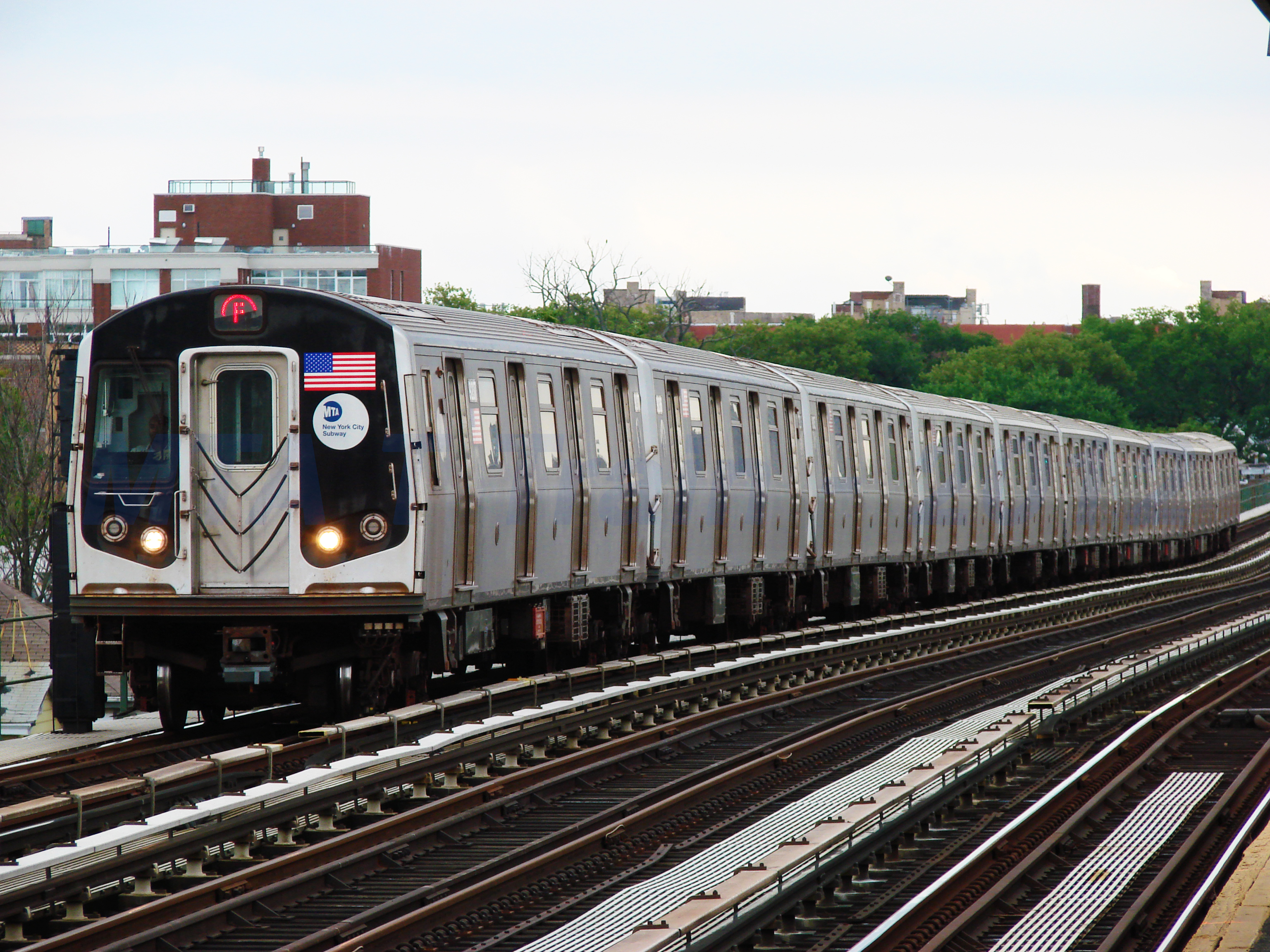
Une rame du métro de New York.

Le métro de New York est le plus grand réseau mondial pour ce qui est du kilométrage de voies (1 055 km), et le cinquième mondial en nombre de passagers par an (1,4 milliard de trajets en 2004). C'est aussi, historiquement, le deuxième métro des États-Unis, derrière celui de Boston, qui fut le tout premier. En 2002, 4,5 millions de personnes empruntaient le métro chaque jour, en moyenne. Le record de fréquentation a été atteint en septembre 2005, avec 7,5 millions d'usagers sur une même journée. La vie de la ville est à ce point tributaire de son réseau de transport souterrain que New York possède deux des trois seuls réseaux de métro fonctionnant 24 heures sur 24 à l'échelle mondiale. Le réseau relie tous les arrondissements (boroughs) entre eux, à l'exception de Staten Island qui est desservie par le Staten Island Railway. Le métro de New York est exploité par la MTA, mais la ville est aussi desservie par le réseau PATH, qui relie Manhattan à l'État du New Jersey.
Les usagers du métro peuvent circuler grâce à une carte prépayée appelée MetroCard, qui fait aussi office de titre de transport dans les bus, les trains PATH et certaines lignes de bus reliant New York au comté de Westchester. Cette carte à pistes magnétiques peut être rechargée électroniquement. La mise en place d'un nouveau système de titres de transport est toutefois prévue : il utilisera des cartes à puce lisibles par simple passage à proximité des bornes prévues à cet effet, à l'image de la carte Navigo parisienne.
Métro et train : AirTrain JFK - Brooklyn Rapid Transit Company - Brooklyn-Manhattan Transit Corporation - Independent Subway System - Interborough Rapid Transit Company - Long Island Railroad - Métro de New York - Metro-North Railroad - MetroCard - OPTO -  Port Authority Trans-Hudson

### Bus
En plus de l'important réseau de métro, les habitants de New York peuvent compter sur environ 250 lignes de bus, exploitées par la MTA, et desservant presque tous les secteurs des cinq arrondissements de la ville de New York.
Le Port Authority Bus Terminal, situé à proximité du quartier de Times Square, constitue au cœur même de Manhattan le principal point de transit des cars inter-États et internationaux (reliant notamment Montréal), ce qui en fait la gare routière la plus fréquentée des États-Unis. Elle dessert des lignes de bus de banlieue, en majorité exploitées par le New Jersey Transit, et des lignes nationales, exploitées par des compagnies privées telles que Greyhound et Peter Pan. Cette gare, qui est en outre reliée à douze lignes de métro, voit chaque jour transiter 200 000 usagers et 7 200 autobus. Depuis sa construction, en 1950, plus de trois milliards de personnes sont passées par cette gare routière.

### Ferries

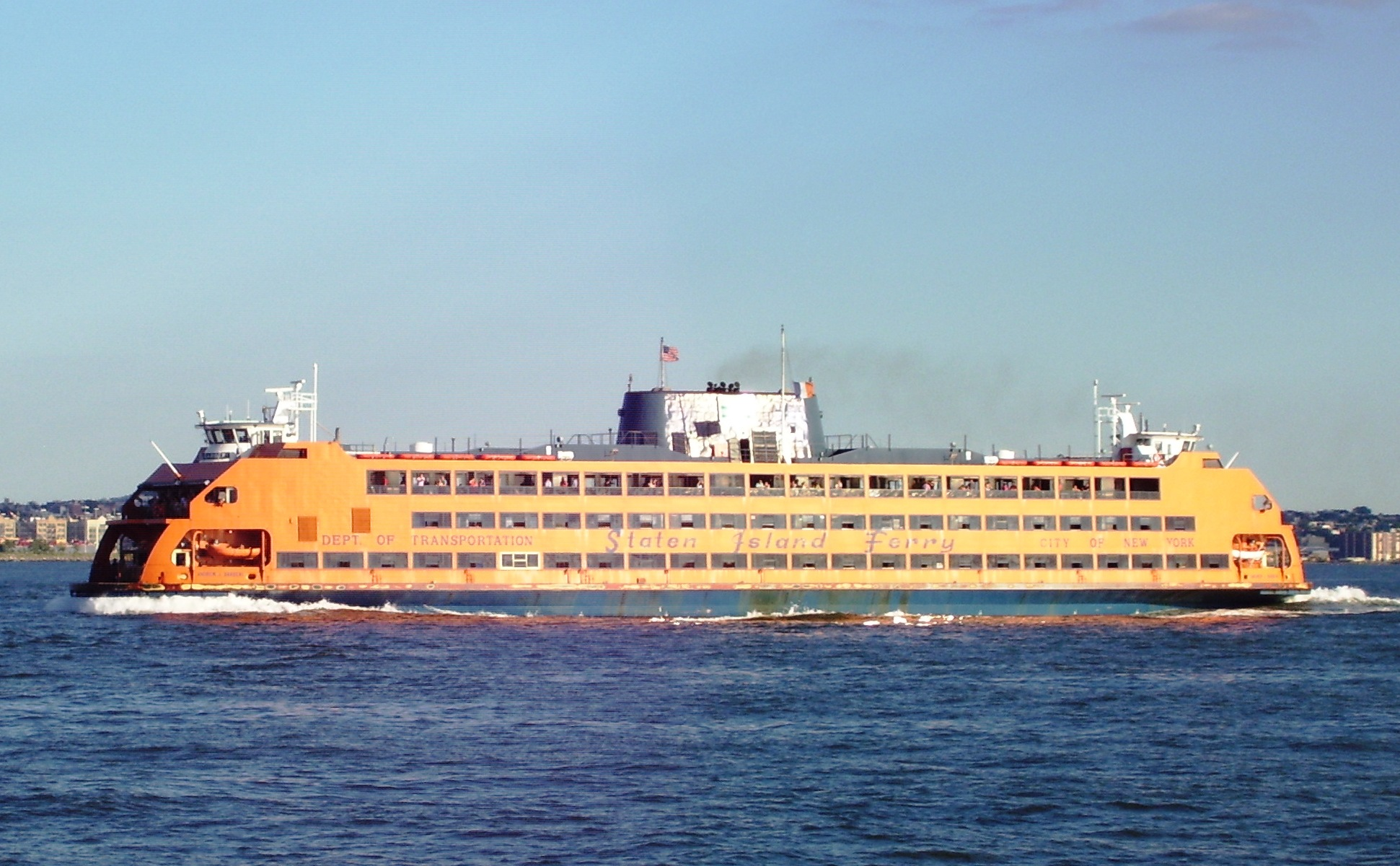
Un ferry de Staten Island.

Le ferry (traversier) le plus utilisé aux États-Unis est le ferry de Staten Island, qui transporte chaque année plus de 19 millions de passagers, pour un trajet de 8,4 kilomètres qui dure environ 25 minutes. Le service, qui relie l'arrondissement de Manhattan à celui de Staten Island, est ouvert 24 heures sur 24 et 365 jours par an. Une flotte de cinq bateaux en moyenne transporte plus de 65 000 passagers en 104 traversées quotidiennes. Plus de 33 000 trajets sont ainsi effectués chaque année. Depuis 1997, le service est gratuit, hormis pour les véhicules à moteur, qui doivent s'acquitter de la somme symbolique de 3 dollars (leur embarquement à bord n'est toutefois actuellement plus autorisé, depuis les attentats du 11 septembre 2001). Les bicyclettes, en revanche, sont admises gratuitement. Le ferry est particulièrement prisé des touristes, qui y voient un excellent moyen de profiter de la vue, depuis la mer, des gratte-ciel de Manhattan et de la statue de la Liberté.
La ville de New York possède plusieurs autres services de ferries, exploités par des compagnies privées. Parmi les plus importantes d'entre elles, le NY Waterway effectue la traversée de l'Hudson du New Jersey à Manhattan, et le New York Water Taxi relie Brooklyn, Manhattan et le Bronx.

### Trains de banlieue
Le réseau de trains de banlieue new-yorkais est le plus étendu des États-Unis, avec plus de 20 lignes desservant environ 250 stations, et quelque 150 millions d'usagers par an dans la région des trois États (Tri-State region : le Connecticut, le New Jersey et l'État de New York). Le service ferroviaire qui dessert les banlieues de New York est exploité par deux sous-agences de la MTA : le Long Island Railroad pour les banlieues Est situées sur Long Island et le Metro-North Railroad pour les banlieues Nord et le Connecticut. La compagnie de transport New Jersey Transit exploite le réseau ferroviaire sur la rive de l'Hudson côté New Jersey. Toutes ces lignes desservent deux gares parmi les plus importantes des États-Unis, Pennsylvania Station et Grand Central Terminal, toutes deux situées à Manhattan. La compagnie de transport Port Authority of New York and New Jersey exploite par ailleurs le PATH, un système ferroviaire nouvelle génération reliant New York et le New Jersey par le Hudson.
Gares : Grand Central Terminal - Pennsylvania Station - Port Authority Bus Terminal
Métro et train : AirTrain JFK - Brooklyn Rapid Transit Company - Brooklyn-Manhattan Transit Corporation - Independent Subway System - Interborough Rapid Transit Company - Long Island Railroad - Métro de New York - Metro-North Railroad - MetroCard - OPTO -  Port Authority Trans-Hudson

## Piétons et cycles

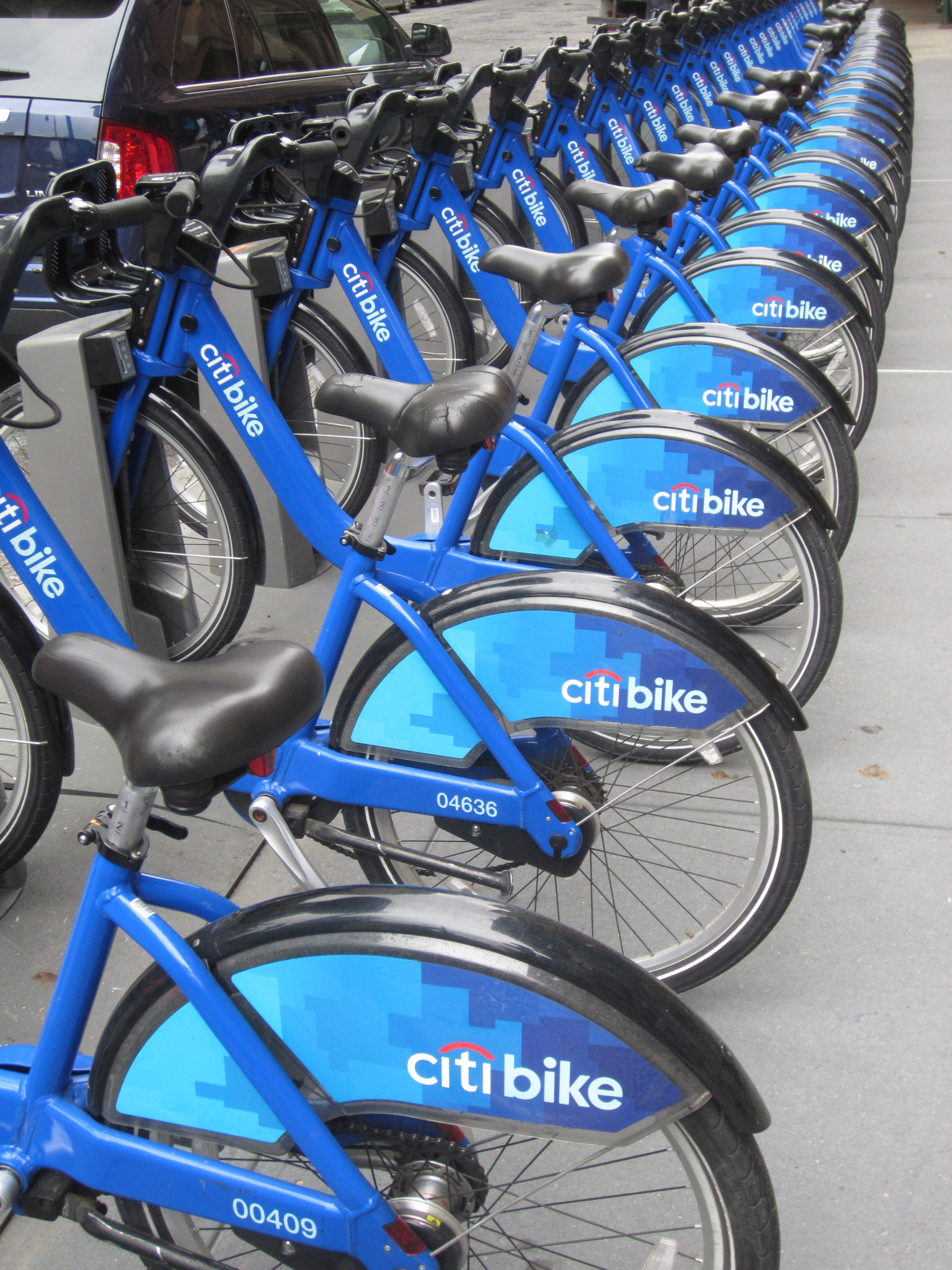
Station de vélos en libre-service Citi Bike dans Manhattan.

Le cyclisme urbain est un mode de transport de plus en plus populaire dans la ville de New York. S'appuyant sur des études du New York City Department of Transportation, l'organisation new-yorkaise de promotion de la bicyclette Transportation Alternatives estime à 112 000 le nombre de New-Yorkais qui se rendent quotidiennement à leur travail à vélo. Le département des transports de la ville estime en outre qu'il y a, à New York, deux fois plus de patineurs à roulettes que de cyclistes. Qui plus est, la ville possède 190 kilomètres de pistes cyclables et a, ces dernières années, renforcé son réseau de pistes cyclables protégées, notamment sur les principales artères et sur les ponts traversant l'East River. Plus de 500 personnes travaillent chaque année sur des vélos-taxis qui ont, en 2005, pris en charge environ un million de passagers. Depuis une vingtaine d'années, la ville organise tous les ans le plus grand rassemblement de cyclistes des États-Unis, le Five Boro Bike Tour, durant lequel plus de 30 000 cyclistes investissent et parcourent, sur 70 kilomètres, les rues des cinq districts de Big Apple. Cette manifestation marque aussi le début du Bike Month, le mois du vélo à New York, pendant lequel le département des transports de la ville organise 150 balades, épreuves, courses, expositions et autres événements dans le but de promouvoir la bicyclette auprès des New-Yorkais et de les encourager à se déplacer en deux-roues.
Le transport à pied et à bicyclette représente 29 % des déplacements dans la ville de New York, ce pourcentage étant de 8 à l'échelon national, selon le Nationwide Personal Transportation Survey de 1995, une enquête effectuée par le ministère des transports des États-Unis. Les piétons new-yorkais marchent en moyenne 11 kilomètres par jour. Selon une étude de la Federal Highway Administration, en 2000, la ville de New York comptait de loin le plus grand nombre de piétons du pays, toutes villes confondues, à la fois en valeur absolue et en valeur relative : 517 290, soit 5,6 %. À titre comparatif, la ville suivant New York pour ce qui est du nombre de piétons, Boston, en compte 119 294, soit 4,1 % des gens se déplaçant en ville. La « culture piétonne » de New York, associée à sa vie urbaine unique, ont permis l'essor d'une véritable culture de rue, comme le break dance dans le domaine artistique, ou la restauration de rue foisonnante et diverse dans le domaine du commerce, qui font aujourd'hui partie intégrante de l'identité culturelle de la ville de New York.
Dans les rues new-yorkaises au trafic dense, les piétons peuvent constituer une véritable gêne pour les automobilistes, taxis, camions, bicyclettes et marchands ambulants. Le jaywalking, terme anglais qui désigne le fait de traverser la rue en dehors des passages protégés, est une pratique si courante et typique de la ville qu'un ancien maire de New York, Rudy Giuliani, a tenté de la contrer par l'adoption de lois réprimant plus durement cette pratique. Malgré cela, la pratique du jaywalking n'a pas diminué, d'autant que la loi qui l'interdit est rarement appliquée et que l'amende encourue, de 2 dollars, est dérisoire.

## Taxis

Logo de la TLC.

Plus de 12 000 taxis sillonnent les rues de New York. Leur couleur jaune, devenue mondialement légendaire, est l'une des composantes de l'identité de la ville. L'origine de cette couleur remonte à 1915, année durant laquelle l'entrepreneur John Daniel Hertz fonde une société de gestion de parc de taxis à Chicago, la Yellow Cab Company, qu'il implante dans les principales villes américaines, dont New York. John D. Hertz fait le choix du jaune pour ses taxis à la suite de la lecture d'une étude de l'Université de Chicago, avançant que cette couleur serait la plus visible de loin. Une loi votée en 1967 imposera à tous les medallion taxis, nom donné aux taxis agréés, une carrosserie de couleur jaune.
Les taxis sont exploités par des sociétés privées, sous licence de la TLC, la Taxi and Limousine Commission, qui a clairement distingué et réglementé deux types de véhicules : 
- Les « medallion  taxis », communément appelés yellow cabs du fait de leur couleur, que l'on peut héler directement dans la rue, mais qui n'ont pas accès aux appels téléphoniques. Il est aisé de les emprunter juste pour remonter quelques « blocs » de rues.
- Les « car services », des voitures plus luxueuses que les yellow cabs, allant de la berline à la limousine, qui prennent des voyageurs uniquement sur réservation par téléphone. Leurs tarifs sont légèrement plus élevés que ceux des taxis. Ces car services, pour lesquelles aucune teinte de carrosserie n'est imposée mais qui ne sont pas autorisées à utiliser le jaune qui réglemente les medallion taxis, sont le plus souvent de couleur noire.

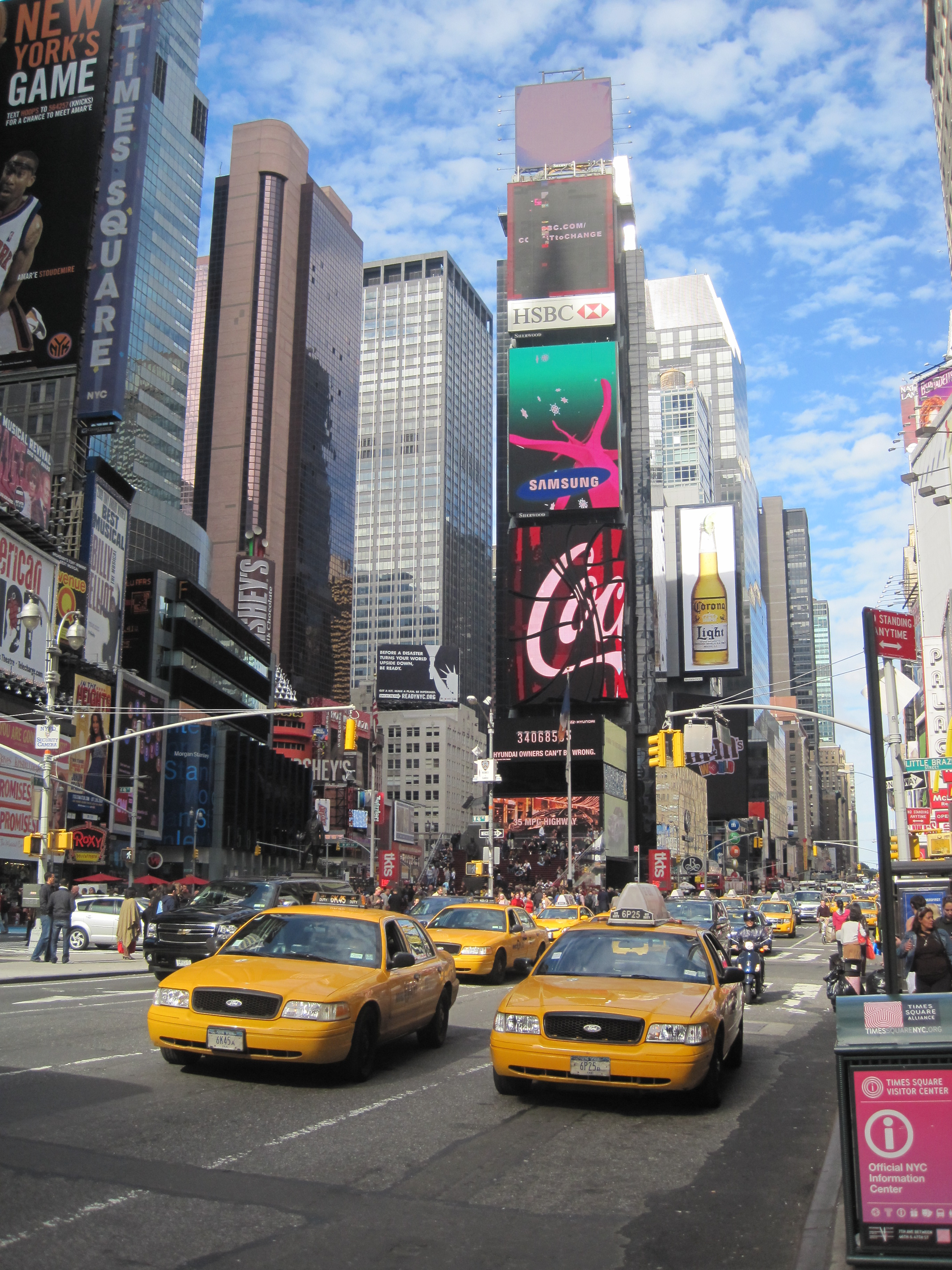
Des medallion taxis à Times Square.

Les « medallion taxis » tirent leur nom de la plaque officielle, le medallion, délivrée par la TLC et fixée sur le capot du véhicule. Cette plaque officielle peut être achetée soit lors de ventes aux enchères organisées par la ville, soit à un exploitant de taxi qui cesse son activité et qui revend ainsi sa licence. Du fait du prix extrêmement élevé des licences de taxi, qui se négocient aux alentours de 300 000 dollars, voire davantage, celles-ci sont achetées par des sociétés d'investissement, qui les louent ensuite à des chauffeurs.
C'est à Manhattan que l'on trouve la plus forte concentration de yellow cabs mais, s'il est vrai qu'ils sont plus fréquents dans ce secteur, il n'en demeure pas moins qu'ils parcourent les cinq districts (boroughs) de New York. Ils prennent les clients qui les appellent dans la rue ou qui les attendent aux stations de taxis.
Un voyant lumineux sur le toit du taxi indique s'il est libre ou non (certains taxis apposent en outre des panneaux publicitaires sur le toit de leur véhicule). Lorsque l'enseigne lumineuse centrale du taxi est allumée, cela signifie que le taxi est libre. Lorsque celle-ci, ainsi que deux voyants lumineux de chaque côté de l'enseigne, sont allumés, cela signifie que le taxi n'est pas en service. Lorsque tous les indicateurs lumineux sont éteints, c'est que le taxi est en course et occupé. Il existe un voyant lumineux supplémentaire d'alerte à l'arrière gauche du véhicule, au niveau du coffre, que le conducteur peut enclencher de l'intérieur afin d'alerter les forces de police.

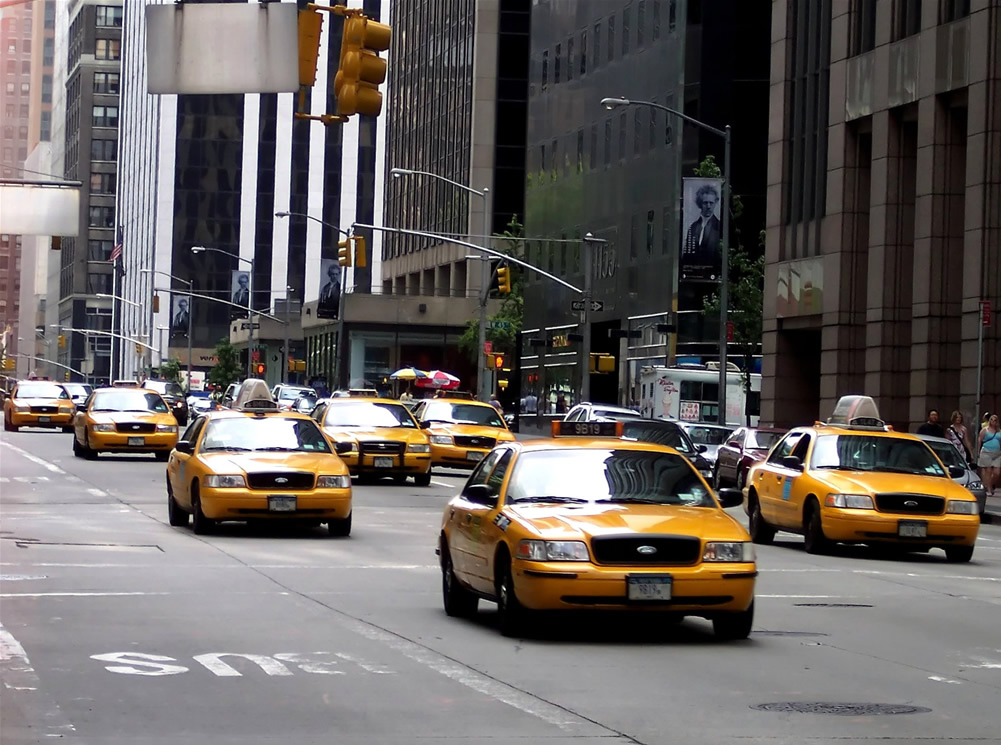
Taxis dans Manhattan.

Le nombre maximum de passagers d'un taxi est de quatre, mais les enfants de moins de sept ans peuvent voyager sur les genoux d'un adulte si la capacité maximale du taxi est atteinte.
Les téléphones mobiles sont autorisés dans le véhicule, mais toute communication est interdite pendant la course. Un taxi est censé prendre la première personne qui se présente, et ne pas refuser de course dans les limites des cinq arrondissements (boroughs) de New York, des comtés de Westchester et de Nassau, et de l'aéroport international Liberty de Newark.
Au mois de juin 2006, le tarif de prise en charge était de 2,5 dollars (de 3 dollars à partir de 20h, et de 3,5 dollars durant les heures de pointes, entre 16 et 20h), auxquels s'ajoute une tarification en fonction de la distance et des temps d'attente du taxi (40 cents par cinquième de mile - soit 321 mètres environ - ou par tranche de 120 secondes d'attente ou de trafic ralenti). Il convient en outre de donner un pourboire au chauffeur d'un montant de 10 à 15 % du prix affiché de la course. Les éventuels péages, à la charge du passager, sont ajoutés.
241 millions de personnes ont emprunté le taxi à New York en 1999. Selon les résultats du recensement effectué en 2000 aux États-Unis, sur les 42 000 chauffeurs de taxi new-yorkais, 82 % sont d'origine étrangère. 23 % sont originaires des Caraïbes (République dominicaine et Haïti) et 20 % de l'Asie du Sud (Inde, Pakistan et Bangladesh).

## Téléphérique

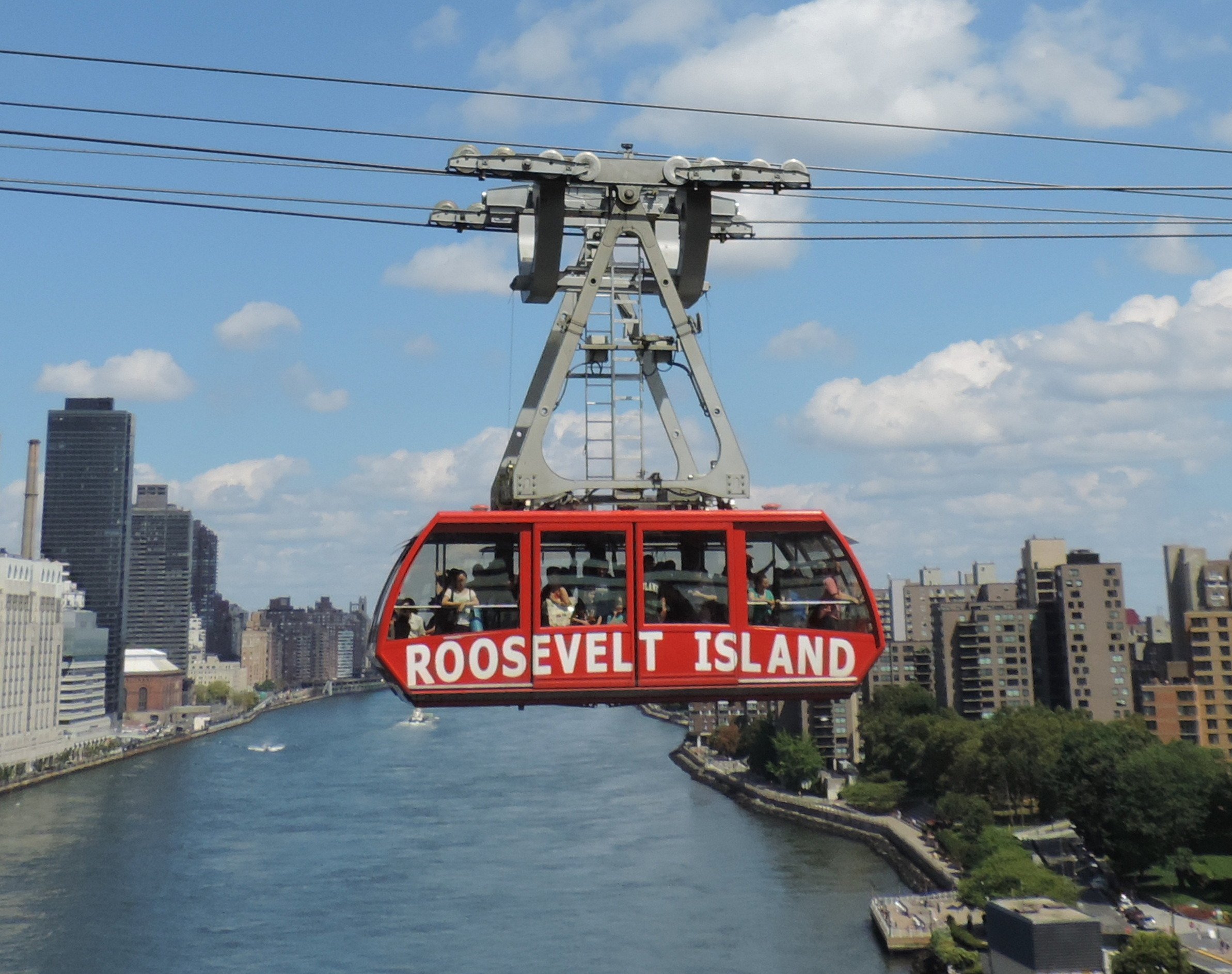
Le Roosevelt Island Tramway.

La ville de New York dispose d'un téléphérique qui relie Roosevelt Island à Manhattan : le Roosevelt Island Tramway. Construit en 1976 par la société suisse Von Roll pour permettre le transport des résidents de l'île vers le centre de la ville, le téléphérique a été mis en place de façon temporaire, dans la perspective de l'ouverture de la station de métro de Roosevelt Island. Lorsqu'en 1989, la jonction du métro entre l'île et le continent fut enfin établie, le téléphérique, déjà trop populaire pour être fermé, continua à être exploité. Le service de transport par téléphérique a été cependant suspendu, en raison d'un incident mécanique ayant nécessité l'évacuation de tous les passagers : le 18 avril 2006 vers 17h00, deux cabines ont été immobilisées au-dessus du fleuve durant sept heures, avec 69 personnes à bord. L'exploitation a repris le 1er septembre suivant.
Vieillissant, le téléphérique a été reconstruit durant l'année 2010 par la société française Poma. C'est désormais un téléphérique double-monovoie, c'est-à-dire composé de deux appareils parallèles indépendants. Cette configuration permet d'optimiser le débit et la disponibilité en cas de panne éventuelle. Chacune des deux cabines, conçues par le carrossier français Sigma, a une capacité de 110 passagers et évolue sur une voie large de 4 200 mm destinée à assurer une stabilité de l'appareil au vent. L'altitude maximum du téléphérique, lorsqu'il traverse l'East River, est de 76 mètres. La durée du trajet entre Roosevelt Island et Manhattan est inférieure à trois minutes, et son prix  est le même que celui d'un trajet en métro. Le téléphérique est exploité par Leitner-Poma of America pour le compte de la Roosevelt Island Operating Corp (RIOC).

## Voirie
Même si les transports en commun constituent indiscutablement une priorité pour la ville de New York, l'aménagement de l'espace urbain, et particulièrement l'architecture particulière des rues, constitue l'un des traits identitaires de la ville. Le quadrillage géométrique des rues de Manhattan, totalement visionnaire pour son époque, servira par la suite de modèle aux autres villes américaines. De nombreuses rues et avenues de la ville, telles que Broadway, Wall Street ou Madison Avenue, ont donné leur nom aux commerces et activités installés sur place (respectivement dans les domaines du théâtre, de la finance, et de la publicité).

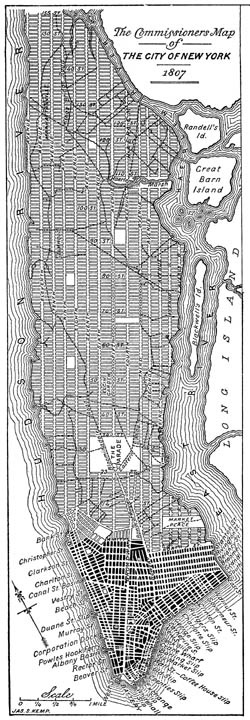
Une version de 1807 du plan en damier de Manhattan.

### Quadrillage des rues
C'est lors du Commissioners' Plan de 1811 qu'est adopté, par la ville de New York, le plan en damier des rues du Nord de Manhattan. Le but de cette décision gouvernementale, qui stipule le découpage de la ville en douze avenues d'Est en Ouest et de cent cinquante-cinq rues du Nord au Sud, est principalement d'ordre économique, l'objectif étant de maîtriser la croissance anarchique de la ville et notamment de son secteur immobilier. Le délégué Simeon De Witt, l'un des concepteurs du plan, pensait également que la régularité et la linéarité des rues permettraient d'inculquer aux gens une certaine discipline, et d'encourager les masses à penser de façon rationnelle. Parmi les principales personnalités critiquant ouvertement le plan en damier et prônant la création d'espaces verts pour atténuer la brutalité de ce nouvel urbanisme, on trouve l'architecte paysagiste Frederick Law Olmsted, concepteur de Central Park, qui pensait que ce quadrillage faisait passer les préoccupations économiques au-dessus des préoccupations esthétiques.
Les avenues de Manhattan sont orientées du Nord au Sud, et numérotées à partir de l'East River, de la première avenue à la douzième avenue. Il existe des avenues additionnelles : Lexington Avenue, entre la troisième avenue et Park Avenue (ex-quatrième avenue), et Madison Avenue, entre la cinquième avenue et Park Avenue. Par conséquent, il existe en fait quatorze avenues dans la longueur de Manhattan, auxquelles on peut ajouter quelques autres rues parallèles de moindre importance (qui ne sont, pour la plupart, pas qualifiées d'avenues du fait de leur petite taille) le long des côtes sur les parties plus larges de l'île.
Les cent cinquante-cinq rues de Manhattan, quant à elles, sont orientées d'Est en Ouest et numérotées à partir de Houston Street, de la 1re rue dans la zone basse de la ville (Downtown) à la 220e rue à l'extrémité Nord de l'île (Uptown). Plutôt que des noms de quartiers spécifiques, on emploie généralement les expressions Downtown pour désigner la zone basse de la ville, c'est-à-dire les quartiers se trouvant plutôt au Sud, et Uptown pour désigner sa zone haute, c'est-à-dire les quartiers se trouvant plutôt au Nord. La limite entre le quartier Ouest, qu'on appelle Upper West Side, et le quartier Est, baptisé Upper East Side, est matérialisée par Central Park, qui s'étend du Nord au Sud de la 110e à la 59e rue. Au Sud de la 59e rue, Manhattan est divisée d'Est en Ouest d'abord par la cinquième avenue, qui se termine au niveau de Washington Square Park, puis par l'avenue de Broadway. À Manhattan, les fameux blocks (expression employée dans le langage courant pour dire, par exemple, que tel endroit se situe à deux ou trois blocks de tel autre) sont en fait des zones rectangulaires, et non carrées. À noter que la distance entre les avenues est approximativement trois fois plus grande que la distance entre les rues.
Le plus souvent, les New-Yorkais situent un lieu non pas par son adresse et son numéro, mais par l'intersection au niveau de laquelle l'endroit se situe, comme « la 34e et la 5e » pour désigner l'adresse de l'Empire State Building, par exemple. L'intersection entre la 34e rue et la 5e avenue constitue en effet l'intersection la plus proche de cet édifice. Cette manière de désigner un lieu est la plus utilisée pour désigner au chauffeur de taxi son lieu de destination.
L'une des artères les plus célèbres de la ville, Broadway, est aussi l'une des rues les plus longues du monde. Elle débute à la pointe Sud de Manhattan et s'étend, au Nord, sur une distance d'environ 241 kilomètres, jusqu'à Albany dans l'État de New York. Parmi les autres rues emblématiques de New York, figurent Park Avenue, un boulevard résidentiel des plus prestigieux et des plus chics, et la cinquième avenue, qui abrite l'un des quartiers de commerce de luxe les plus célèbres du monde. La 42e rue, importante artère qui croise Broadway au niveau de Times Square, correspond au quartier culturel de New York et constitue la capitale du théâtre américain. Le Grand Concourse, dont le modèle n'est autre que l'avenue des Champs-Élysées à Paris, est l'une des rues les plus importantes du Bronx.

### Ponts et tunnels

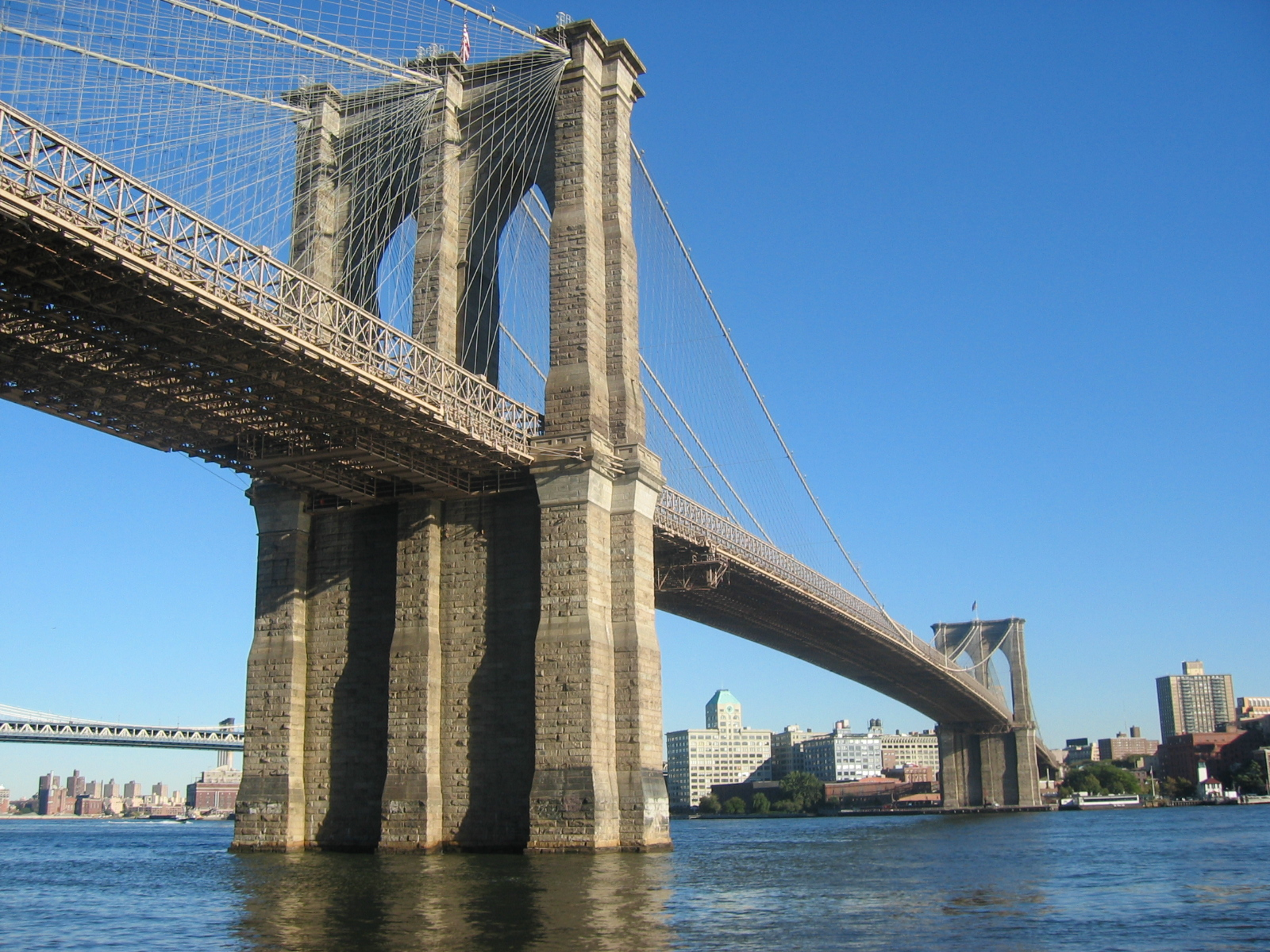
Le pont de Brooklyn.

On trouve à New York certains des ponts les plus illustres du monde. Ainsi, le pont de Brooklyn, avec son style gothique et sa structure métallique, est sans aucun doute non seulement le plus emblématique de l'histoire des ponts aux États-Unis, mais aussi l'un des chefs-d'œuvre architecturaux de la ville. Il compte parmi les ponts suspendus les plus anciens du pays et était, en 1883, au moment de son achèvement, le plus grand du monde. Sur l'East River, on trouve en outre deux autres ponts à l'architecture également remarquable : le pont de Williamsburg et le pont de Manhattan. Le pont de Queensboro, qui relie la 59e rue de Manhattan au Queens en prenant appui sur l'îlot de Roosevelt Island, est l'un des ponts à poutres cantilever majeurs de l'histoire de l'architecture des ponts américains : il fut d'ailleurs immortalisé dans une chanson de Simon et Garfunkel, The 59th Street Bridge Song/Feelin' Groovy. Le pont Verrazano-Narrows, qui fut mis en service en 1964 et qui demeura jusqu'en 1981 le plus long pont suspendu du pays, permet de relier le district de Staten Island à Brooklyn. C'est un pont suspendu à deux étages dont les tours en acier culminent à 207 mètres de haut et dont la travée centrale fait 1298 mètres de long.
New York a toujours été une ville pionnière en matière de tunnels. Le Lincoln Tunnel, qui relie le New Jersey à Manhattan via la traversée souterraine de l'Hudson River, est emprunté par 120 000 véhicules par jour, ce qui en fait le tunnel routier le plus fréquenté du monde. Le Holland Tunnel, qui traverse aussi l'Hudson River, a été, à l'échelle mondiale, le tout premier tunnel à bénéficier d'un système de ventilation mécanique, et a été classé en 1982 Historic Civil Engineering Landmark (Grande réalisation historique du génie civil) par l'American Society of Civil Engineers (Société américaine des ingénieurs civils). La ville de New York a fait le choix de construire ces deux tunnels plutôt que des ponts afin de permettre la libre circulation des navires cargos et des navires à passagers qui traversaient le port de New York avant de remonter l'Hudson jusqu'à Manhattan. Quelque temps après l'ouverture du Holland Tunnel en 1927, est née l'idée d'un projet de tunnel sous l'East River, en vue d'endiguer les problèmes d'embouteillages inhérents aux ponts reliant Manhattan au Queens et à Brooklyn. Lorsque ce projet fut concrétisé en 1940, sous la forme du Queens Midtown Tunnel, ce dernier fut à l'époque la réalisation privée la plus importante de l'histoire du pays. Le président Franklin D. Roosevelt fut la première personne a l'emprunter. Le Brooklyn Battery Tunnel fut, quant à lui, ouvert au public en 1950 : avec ses 2,7 kilomètres, il constitue le tunnel sous-marin le plus long d'Amérique du Nord.
Ponts et tunnels de New York : Pont de Brooklyn - Pont George-Washington - Holland Tunnel - Lincoln Tunnel - Pont de Manhattan - Pont de Queensboro - Pont Robert F. Kennedy - Pont Verrazano-Narrows - Pont de Williamsburg

### Voies rapides et autoroutes urbaines

Réseau autoroutier et voies rapides de New York.

Le réseau étendu d'autoroutes et de voies rapides de New York est tout d'abord composé par quatre autoroutes inter-États majeures: l'Interstate 78, l'Interstate 80, l'Interstate 87 (aussi connue sous le nom de Major Deegan Expressway dans la ville et sous celui de New York State Thruway sur sa partie nord), et l'Interstate 95 (qui est aussi le New Jersey Turnpike dans cet état jusqu'à ce qu'elle franchisse l'Hudson par le pont George-Washington, où elle devient la Cross Bronx Expressway, puis la Bruckner Expressway, et finalement la New England Thruway avant d'entrer dans le Connecticut et de devenir le Connecticut Turnpike). L'Interstate 287 est une autoroute partiellement périphérique à la ville.

## Transport aérien
La ville de New York est desservie par trois grands aéroports internationaux : l'aéroport international John-F.-Kennedy de New York (JFK), l'aéroport international Liberty de Newark (EWR) et l'aéroport LaGuardia de New York (LGA). 111 millions de voyageurs ont transité par ces aéroports en 2007, faisant de New-York le carrefour aérien le plus fréquenté du pays, et le deuxième au niveau mondial après Londres. Les aéroports JFK et Newark ont, à eux deux, accueilli en 2004 un quart de l'ensemble des voyageurs en partance pour l'étranger.
En comptant les aéroports de tourisme, New-York est la ville qui possède le plus d'aéroports au monde. En effet, 7 aéroports sont appelés aéroports de New-York.
Voir Liste de villes avec plus d'un aéroport